# إقلاع وهبوط عمودي/قصير

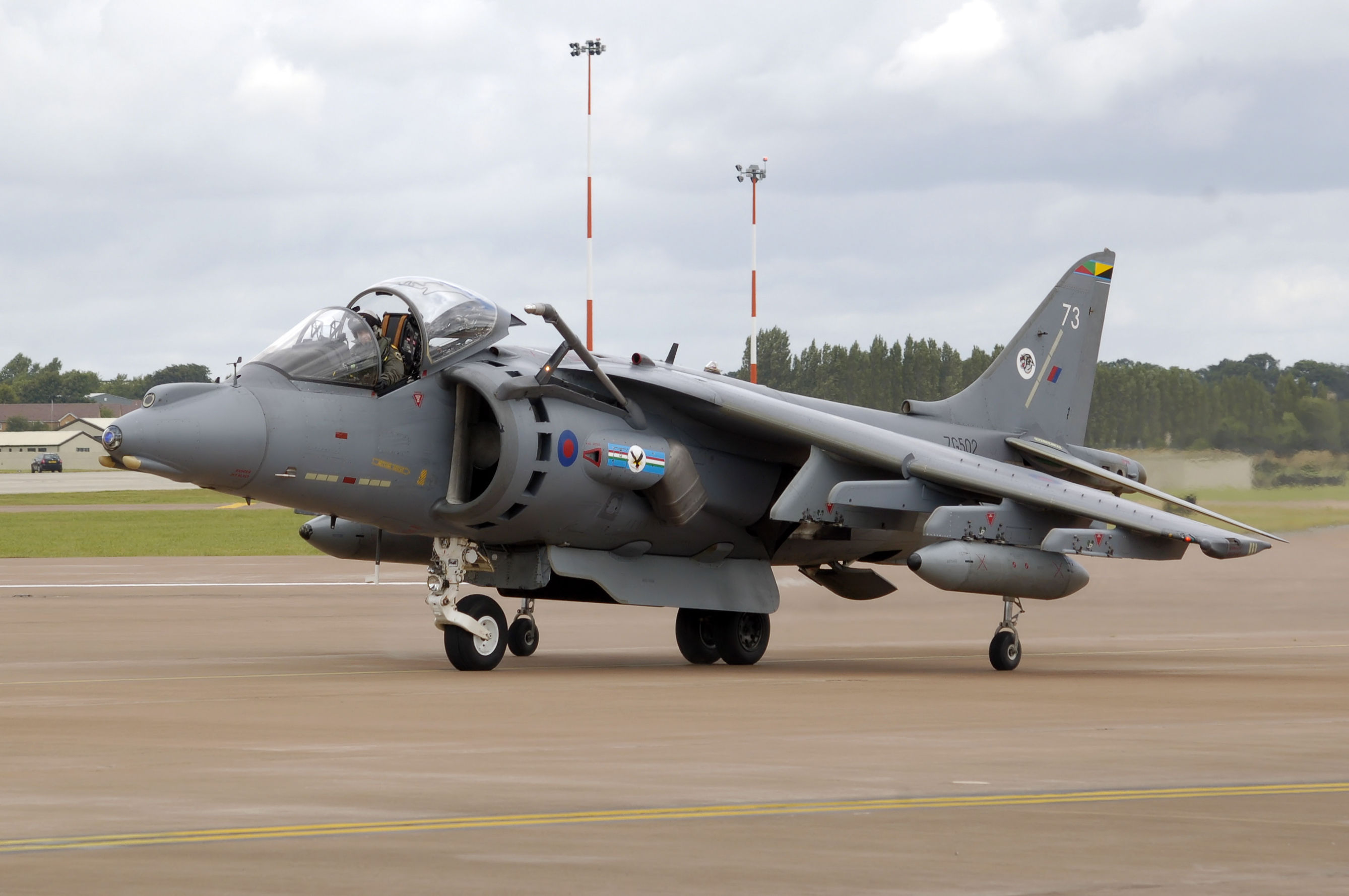
بي إيه إي هارير الثانية إحدي طائرات الف/ستول.

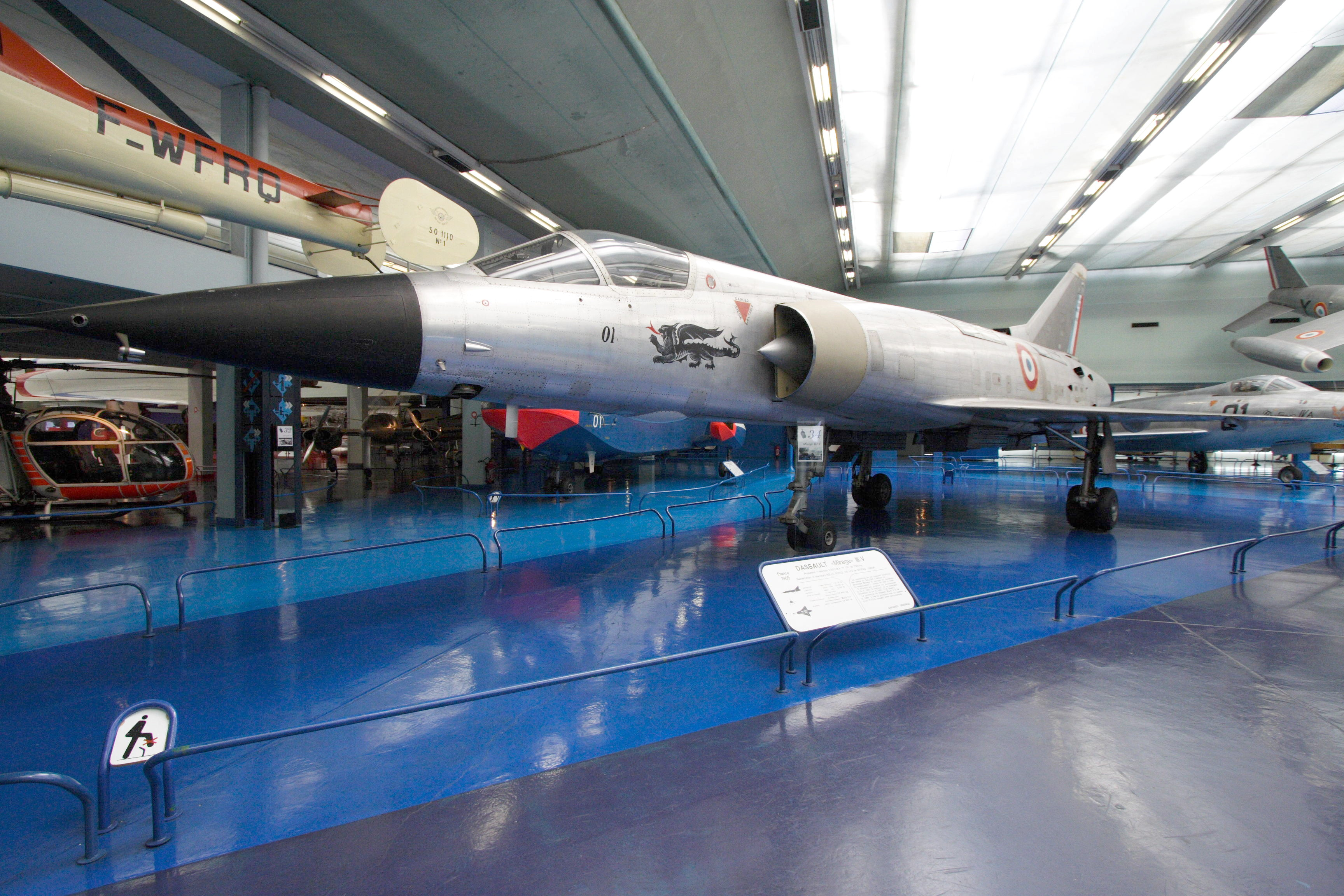
ميراج IIIV أول طائرة ف/ستول أسرع من الصوت.

إقلاع وهبوط عمودي و/أو قصير (ف/ستول) (بالإنجليزية: V/STOL) هو مصطلح يطلق على الطائرات التي لديها القدرة علي الإقلاع أو الهبوط بطريقة عمودية أو على مدرج قصير. الكثير من الطائرات اختبرت لفعل ذلك وفشل من خمسينيات القرن الماضي حتى سبعينياته. الإقلاع والهبوط العمودي (فيتول) يصف الطائرة التي لا تستطيع الهبوط على مدرج قصير. المروحيات لا تنطبق عليها تصنيف طائرات ف/ستول.
تعتبر الطائرة هوكر سايدلي هارير من أشهر ما أنتج من طائرات تستطيع الإقلاع والهبوط العمودي/القصير. طائرات عائلة الهارير تعتبر التصميم الوحيد الناجح الحقيقي حتى يومنا هذا.
كانت الطائرة ياك-38 طائرة تتمتع بتلك الخاصية في الخدمة ولكن كانت تعاني من مشاكل رئيسية في الطيران في الأحوال الجوية الحارة، وتوقف استخدامها الآن. واستمرت سيطرة المروحيات على الطيران العمودي.
ف/ستول طور لكي حتى يسمح للنفاثات السريعة القدرة على الإقلاع والهبوط من مدارج قصيرة، أو من على حاملات طائرات صغيرة التي كانت تستخدم سابقاً من قبل المروحيات فقط.
استبدل مصطلح ستوفل أي الإقلاع القصير والهبوط العمودي مصطلح ف/ستول في العمليات إن لم يكن في التصميم. لمعرفة الفرق فعلى سبيل المثال الهارير لا تستطيع الإقلاع العمودي بحمولة أسلحة ووقود كاملة، وهذا ما تستطيع طائرة الستوفل تحقيقه.
في حالة الهارير الميزة الأساسية هي أنها يمكنها الاستقرار بالقرب من العدو مما يقلل من وقت الاستجابة واحتياجات حاملة الوقود. في حالة حرب الفالكلاندز أظهرت الهارير أنها مقاتلة ذات أداء مرتفع وتغطية واسعة وذلك من غير احتياجها لحاملات طائرات كبيرة للإقلاع.
أحدث طائرات ف/ستول هي المقاتلة إف-35 لايتنيغ الثانية والتي سوف تدخل الخدمة في 2011.
من أشهر طائرات الف/ستول:
- هوكر سايدلي هارير
- ماكدونل دوغلاس إيه في-8 بي هارير الثانية
- ميراج IIIV وهي أول طائرة ف/ستول أسرع من الصوت.